# 附国
附国（附國、ふこく）は、7世紀前半に東チベットにあった王国。

## 概要
附国の人にはいずれも姓氏がなく、附国王は字を宜繒といった。その国土は南北に800里、東西に1500里あり、城柵がなかった。谷川に近く険阻な山岳のそばに集落を築き、石積みの住居を建てた。国内の戸数は2万家あまりとされる。附国の東に居住した嘉良夷と民俗風習を同じくし、言語的にも近しい関係にあった。南に薄縁夷と国境を接し、西に女国と接した。
国民は身軽で敏捷であり、撃剣を便利とした。漆皮で鎧を作り、弓の長さが6尺、竹でつるを作った。歌舞を好み、簧を鼓とし、長笛を吹いた。またレビラト婚の風習が見られた。
死者が出ると、遺体を高いベッドの上に安置し、鎧をつけ、獣皮で覆った。子孫は帯甲剣舞し、婦人は両手で顔面を覆って泣いた。死者を出した家は牛を殺してふるまい、親族は豚や酒を贈って、ともに痛飲した。死後10年経って遺体を葬った。
608年（大業4年）、附国王は使者の素福ら8人を派遣して隋に入朝させた。翌609年（大業5年）、国王の弟の子である宜林が嘉良夷60人を率いて隋に朝貢した。良馬を献上したいといって、山道を整備する許可を求めたが、煬帝は許さなかった。